# Leozinho
Leozinho (* 12. Dezember 1985 in Recife; eigentlich Leandro Sales de Santana) ist ein ehemaliger brasilianischer Fußballspieler. Er ist ein Mittelfeldspieler und gilt als technisch stark.

## Karriere

### Verein
Leozinho begann seine Profikarriere bei CR Vasco da Gama und wechselte im Januar 2006 zu Sport Club do Recife. Nachdem er in der zweiten Hälfte der Saison 2006 beim FC Treze gespielt hatte, wechselte er im Januar 2007 für eine unbekannte Ablösesumme zum griechischen Meister Olympiakos Piräus (Vertrag bis 2012), wo er aber sofort zum abstiegsbedrohten deutschen Zweitligisten Eintracht Braunschweig ausgeliehen wurde, wo er mit der Kampagne „Elf Siege für die Zweite Liga“ den drohenden Abstieg aus der 2. Fußball-Bundesliga verhindern sollte. Der damalige Sportdirektor der Eintracht, Manfred Aschenbrenner, hoffte, mit ihm einen „Hochkaräter“ verpflichtet zu haben.
Zur Saison 2006/07 trat er in Braunschweig in zwölf Spielen der Rückrunde der 2. Bundesliga an und verließ danach den Club wieder. Danach durchlief er die Klubs OFI Kreta, Apollon Kalamarias, Panserraikos und AEL Kallonis. Bei Letzterem spielte er vier Jahre und erzielte in 130 Meisterschaftsspielen 32 Tore. 
Zur Saison 2014/15 wechselte Leozinho in die zweite türkische Liga zu Denizlispor und unterschrieb dort für zwei Jahre. Da versprochene Lohnauszahlungen ausblieben, löste er den Vertrag bereits im Januar 2016 auf und wechselte zurück nach Griechenland zu Iraklis Thessaloniki. Am Ende der Saison 2016/17 belegte Iraklis den letzten Platz und musste absteigen. Durch einen Wechsel zu AE Larisa konnte Leozinho in der obersten Spielklasse verbleiben. Zur Saison 2019/20 wechselte er im August 2019 zum Chania FC, wo er bis Jahresende spielte.
Danach kehrte er in seine Heimat zurück, wo er Anfang 2021 nochmals bei Acadêmica Vitória für die Austragung der Staatsmeisterschaft von Pernambuco unterschrieb.

### Nationalmannschaft
Zu seiner Zeit in Brasilien spielte Leozinho für die brasilianische U-20-Fußballnationalmannschaft.